# عبد القادر غزال
عبد القادر محمد غزال  (بالفرنسية: Abdelkader Ghezzal)‏لاعب كرة قدم جزائري ولد يوم (5 ديسمبر 1984 في فرنسا) لعائلة جزائرية من تلمسان يلعب حاليا لصالح نادي الدرجة الثانية باري الإيطالي ومنتخب الجزائر في مركز المهاجم.

## 
في 23 أكتوبر 2008 أعلن نادي سيينا عبر موقعه الرسمي على الانترنت خبر استدعاء مدرب منتخب الجزائر رابح سعدان لغزال لتمثيل منتخب بلاده الأصلي ووافق غزال على العرض. في 18 نوفمبر 2008 شارك غزال في أول مباراة دولية أمام منتخب مالي وديا. في 11 فبراير 2009 سجل غزال أول هدف دولي في مرمى منتخب بنين حيث انتهت المباراة بفوز منتخب الجزائر 2-1، ثم أستدعي عبد القادر غزال مرة أخرى لمبارات ضد المنتخب المصري يوم7 يونيو 2009 ضمن تصفيات كأس العالم 2010 وسجل هدفا برأسه، وقد فازت الجزائر يومها على مصر بنتيجة 3-1. وقد سجل أيضا الهدف الأول للمنتخب الجزائري ضد المنتخب الرواندي في مقابلة التي انتهت بنتيجة 3-1 للمنتخب الجزائري. [[ملف:]]

### معلومات عامة عن عبد القادر غزال
عبد القادر غزال الذي يعتبر الابن البكر في العائلة لم تكن له اهتمامات أخرى خارج عالم كرة القدم فحياته بسيطة، بيد أنه يفضل قيادة سيارات »الأودي« التي يفضلها عن باقي السيارات، إلا أن ذلك تقول أمه السيدة فريدة »لا يعني له الكثير أمام طموحه الجارف في الذهاب بعيدا في دنيا الاحتراف التي أخذت منه كل الوقت، فهو منذ التحاقه بمعسكر التدريب بناديه سيينا الإيطالي لا يتصل كثيرا إلا في حالات نادرة، لأن التركيز بالنسبة إليه أهم محطة لذلك وتجده يمارس على نفسه نظاما قاسيا خلال فترة التدريبات التي تسبق المباريات في الكالتشيو الإيطالي«.

### الفرق التي يعل لها غزال
- قالب:ليون
- قالب:سينا

### بعض الأهداف واللقطات عن غزال
http://www.youtube.com/watch?v=Ji-g1hweo4Y>
http://www.youtube.com/watch?v=3St96ZbR9MI
http://www.youtube.com/watch?v=23HSkrv0RBo
http://www.youtube.com/watch?v=moOi1sIssPc

## روابط خارجية
- عبد القادر غزال على موقع الاتحاد الدولي (مؤرشف)  (الإنجليزية)
- عبد القادر غزال على موقع قاعدة بيانات كرة القدم.إي يو (الإنجليزية)
- عبد القادر غزال على موقع ناشيونال فوتبول تيمز (الإنجليزية)
- عبد القادر غزال على موقع Soccerway.com (الإنجليزية)
- عبد القادر غزال على موقع عالم كرة القدم.نت (الإنجليزية)
- عبد القادر غزال على موقع كووورة
- عبد القادر غزال على موقع AS.com (الإسبانية)